# 富田高等学校 (岐阜県)
富田高等学校（とみたこうとうがっこう）は、学校法人富田学園が岐阜県岐阜市野一色四丁目に設立した私立の全日制高等学校。1906年（明治39年）創立。

## 校訓
「己を偽るな、骨を惜しむな」

## 設置学科
全日制 国際科（2008年度入学者より2年次に全員が1年間留学）
- I類（海外実習型）
- II類（海外留学型）

全日制 普通科
- 啓明コース
- 普通コース
- 生活文化コース（2009年度から募集停止）

全日制 商業科（2009年度から一括募集）
- 情報処理コース
- 商業コース

## 沿革
- 1906年（明治39年） - 富田女学校として設立。
- 1922年（大正11年） - 富田高等女学校に改称する。
- 1948年（昭和23年） - 富田女子高等学校に改称する。
- 1995年（平成7年） - 富田高等学校に改称し、男女共学となる。
- 2006年（平成18年） - 富田学園創立100周年記念式典を挙行。

## 部活動

### 運動系部活動
- 陸上競技部
- バレーボール部
- バドミントン部
- ソフトテニス部
- 卓球部
- バスケットボール部
- サッカー部
- ハンドボール部
- 剣道部
- 柔道部
- 硬式野球部

### 文化系部活動
- 商業実務部
- 情報処理部
- インターアクト部
- コーラス部
- 吹奏楽部
- 放送部
- ギターマンドリン部
- バトントワリング部
- 茶華道部
- 演劇部
- 写真部
- 美術部
- 将棋同好会
- 心霊研究部（2016年（平成28年）〜2019年（平成31年）非公認）

## 交通アクセス
- 岐阜バス（水海道線）「富田学園前」バス停下車。
- 岐阜バス（尾崎団地線）「富田学園口」バス停より徒歩で約5分。
- 岐阜バス（岐阜各務原線）「富田学園南口」バス停より徒歩で約5分。
- 岐阜バス（岐阜八幡大洞線）「野一色」バス停より徒歩で約8分。
- JR高山本線「長森駅」より徒歩で約15分。
- 名鉄各務原線「手力駅」より徒歩で約30分。
- 関・美濃および山県からスクールバス。

## 出身者
- 梅村礼（卓球選手）
- 東明大貴（元プロ野球選手）
- 服部有菜（歌手・AKB48）
- 角屋龍太（元プロ野球選手）
- LiSA（歌手）
- 石坂亮人（サッカー選手）
- 高橋快成 (プロバスケ選手)

## 姉妹校
- （オーストラリア） Brisbane state high school（英語版）
- （オーストラリア） St Peters Lutheran College（英語版）